# Juliano Salgado
Juliano Salgado (Paris, 1974) é um cineasta, escritor e produtor de cinema brasileiro, filho do fotógrafo Sebastião Salgado e da arquiteta Lélia Deluiz Wanick-Salgado. Foi indicado ao Oscar de melhor documentário de longa-metragem na edição de 2015 pela realização da obra O Sal da Terra.

## Formação
Juliano estudou Direito e Economia na Universidade Paris l e graduou-se em Cinema pela Escola de Filmes de Londres.

## Filmografia
- O Sal da Terra (2014). Direção[1]
- Revelando Sebastião Salgado (2012). Roteiro[4]
- Nauru, une île à la dérive (2009). Direção[5]
- Paris la métisse (2005). Direção[6]

## Prêmios
Juliano trabalha como diretor de cinema desde 1996. Venceu o prêmio César de melhor documentário em 2015, o Prêmio Especial do Júri em Cannes na seção Um Certo Olhar (Un Certain Regard) em 2014, e venceu o prêmio de Melhor Longa-Metragem Estrangeiro do Grande Prêmio do Cinema Brasileiro 2016, todos por O Sal da Terra.